# Gare de Munster-Badischhof
Gare de Munster-Badischhof – przystanek kolejowy w miejscowości Gunsbach, w departamencie Górny Ren, w regionie Grand Est, we Francji. Jest zarządzany przez SNCF i obsługiwany przez pociągi TER Grand Est.

## Położenie
Znajduje się na linii Colmar – Metzeral, na km 17,130 między stacjami Gunsbach – Griesbach i Munster, na wysokości 365 m n.p.m.

## Linie kolejowe
- Linia Colmar – Metzeral